# Meinerzhagen
Meinerzhagen är en stad i Märkischer Kreis i delstaten Nordrhein-Westfalen i Tyskland. Staden ligger i den västra delen av Sauerland och har cirka 21 000 invånare. Den största arbetsgivaren är Otto Fuchs. Bad Kreuznach var tidigare centralort i den fjärde regionen av Warndienst.